# Cultura de los alimentos orgánicos
La cultura de los alimentos orgánicos se refiere a una tendencia social y cultural reciente en la que ha habido un mayor interés en los alimentos orgánicos debido al aumento de la cobertura de los medios sobre la salud, la seguridad alimentaria y los peligros ambientales de los plaguicidas. Esta actitud considera la comida como un requisito central para la salud, pero no descuida los aspectos estéticos (preocupación por la belleza) o hedonistas (placenteros) del consumo de alimentos.
Esta tendencia en la forma de comer de las personas atraviesa muchos aspectos del ámbito social y cultural, como las prácticas de mercado y los contenidos mediáticos en lo que respecta a la alimentación, lo que ha provocado algunas novedades y cambios en estos campos. Las actitudes sobre el consumo y la consideración de los alimentos orgánicos han cambiado a nivel mundial, lo que parece afectar las culturas alimentarias locales y las gastronomías tradicionales, al tiempo que las incorpora.

## Consumo crítico de alimentos
El consumo de alimentos orgánicos es una forma de consumismo crítico, ya que parte de creencias relacionadas con el bienestar personal y público. Esta práctica requiere un consumidor consciente, que sepa lo que quiere y las razones por las que lo quiere en lo que respecta al consumo de alimentos. Esta visión del consumidor implica responsabilidad tanto medioambiental como personal.
La comida orgánica, por tanto, implica preocupación por uno mismo y el medio ambiente y funciona de una manera muy personalizada. Además, también es un medio de comunicar creencias personales. 
Incluso si los consumidores son conscientemente activos, deben estar seguros de que los productos que consumen se producen de acuerdo con criterios precisos. Esto se puede lograr apoyándose en organismos institucionales, como la Administración de Drogas y Alimentos de los Estados Unidos, que intervienen en la gestión de la circulación de alimentos orgánicos. Estos grupos también brindan al consumidor un conjunto de carteles reconocibles que transmiten información sobre la fuente, los medios de producción, los ingredientes y los valores nutricionales de sus alimentos.

## Variación nacional y políticas alimentarias

### Prácticas de localización
La creciente popularidad de los alimentos orgánicos también plantea importantes cuestiones de interés para los gobiernos de diferentes países. Algunas investigaciones también afirman que las personas tienen preferencia por comprar alimentos orgánicos debido al hecho de que creen que están estimulando la economía local. Las historias demográficas y agrícolas, así como los procedimientos gubernamentales, son fundamentales para comprender las prácticas recientes de localización del sistema alimentario. El creciente reconocimiento de la importancia de la alimentación y la agricultura locales ha despertado un interés considerable en los agricultores y consumidores que intentan desafiar los sistemas alimentarios mundiales. Gran parte del énfasis en las nuevas iniciativas de políticas alimentarias locales ha combinado productos especializados de granjas locales con productos orgánicos y ecológicos. El giro hacia la comida local puede abarcar muchas formas diferentes de agricultura, abarcando una variedad de motivaciones del consumidor y dando lugar a una amplia gama de cambios políticos, al igual que la economía del laissez-faire del siglo XIX provocó varias respuestas de resistencia a la globalización contemporánea.

### Políticas alimentarias en Europa
En muchos países europeos, la comida está fundamentalmente vinculada al sentido de pertenencia a una comunidad nacional y forma parte de la identidad nacional. El debate sobre los alimentos genéticamente modificados en Europa ha llevado a grupos de interés, movimientos sociales y ONG a difundir la importancia de la salud, la nutrición y la consideración ecológica a los órganos legislativos. La Comisión Europea creó un conjunto de políticas en 2007 que consideran los procedimientos a seguir cuando se trata de agricultura orgánica e importación. Algunos países de la Unión Europea apoyan el crecimiento de la industria biotecnológica, mientras que otros países han adoptado principios de precaución para evitar la producción industrializada de alimentos. La Unión de Consumidores ha realizado una campaña exitosa para la introducción de regulaciones que exigen el etiquetado de los productos para garantizar que los clientes tengan control sobre la pureza y la calidad de los alimentos que compran. Las preocupaciones sobre los alimentos modificados genéticamente han aumentado la demanda de alimentos orgánicos, que se consideran una forma de comer solo alimentos confiables para proporcionar una sensación de orden. . 

### Variación local en Europa
En países como el Reino Unido, las políticas gubernamentales centran las regulaciones en la elección informada del consumidor, a través del etiquetado de ingredientes. El Reino Unido es el país europeo donde se puede encontrar la resistencia más vocal y radical a la nueva innovación agrícola, debido a la lenta respuesta del gobierno a los temores alimentarios. Los estudios demostraron que en países como Bélgica, Noruega y el Reino Unido, existe una fuerte preferencia por los alimentos cultivados ecológicamente. A pesar de esto, el gobierno del Reino Unido ha intentado movilizar el mercado de alimentos orgánicos. 
En otros países, como Italia, la transparencia y la calidad parecen tener un significado diferente, lo que implica que el etiquetado de los productos juega un papel ligeramente diferente. El etiquetado es necesario para poner un mayor énfasis en la localización de los alimentos, que se percibe como un paso hacia la seguridad. El debate italiano sobre los alimentos transgénicos es muy reciente (finales de los 90) y ha crecido rápidamente. La seguridad alimentaria se ha convertido en un tema mediático, lo que ha animado a los consumidores a preferir los productos orgánicos teniendo en cuenta que el 77% de los adultos italianos están convencidos de que la comida orgánica es mejor para ellos. La comida orgánica se presenta como más segura, expresando tradiciones culturales y conciencia territorial. La Associazione Italiana per l'Agricoltura Biologica informó de un crecimiento en la superficie orgánica, siendo Italia es uno de los países líderes en la producción de alimentos orgánicos. El gobierno italiano tiene un enfoque más involucrado en materia de alimentos orgánicos. Los políticos han adoptado una postura firme y el gobierno ha hecho grandes esfuerzos para movilizar el cambio de valores. 
Los alimentos orgánicos ilustran el impacto combinado de los problemas morales con cuestiones de confianza localizada en los agricultores. La alimentación está ligada a temas de legitimación política, convirtiéndose en objeto de continuos debates y luchas entre la ciudadanía y el gobierno. Las interacciones entre productores, minoristas y consumidores están originando nuevos estilos de consumo que han dado poder al consumidor. En las sociedades europeas, los agentes de marketing y minoristas brindan información ecológica a sus clientes, lo que lleva a las personas a comenzar a cuestionar las declaraciones de las grandes empresas y los gobiernos sobre los alimentos. Esto representa una prueba importante de que el consumo de alimentos es, entre otras cosas, crucial para el sentido de pertenencia de las personas a una comunidad política.

### Etiquetas orgánicas

Logotipo de alimentos orgánicos de la UE

En el mercado de alimentos orgánicos, la confianza del consumidor es un tema crucial, ya que los compradores no pueden verificar realmente si un producto es orgánico, incluso después del consumo. La certificación orgánica tiene una larga tradición en muchos países europeos. Las etiquetas de certificación orgánica en los paquetes de productos y / o las etiquetas de precio se utilizan como una señal para los consumidores de que un producto es un producto orgánico certificado. En la Unión Europea, los únicos productos que pueden ser etiquetados y vendidos como alimentos orgánicos cumplen y están certificados de acuerdo con los principios de producción orgánica, certificación y etiquetado del Reglamento (CE) No 834/2007. Desde julio de 2010, todos los productos orgánicos preenvasados producidos y vendidos en la UE deben estar etiquetados con el nuevo logotipo obligatorio de la UE. 
Además de la etiqueta de la UE, existen otras etiquetas de certificación orgánica en muchos países europeos, que pertenecen a diferentes tipos de organizaciones. Por un lado, estos se pueden diferenciar en etiquetas gubernamentales y, por otro lado, logotipos de organizaciones privadas. Los logotipos gubernamentales se encuentran en algunos países europeos, pero no en todos (por ejemplo, el danés 'Red Ø', alemán 'Bio-Siegel').
En los EE. UU., para ser considerado orgánico, un producto debe producirse utilizando métodos específicos (excluyendo radiación, ingeniería genética, etc.), solo usando sustancias permitidas, y supervisado por el Departamento de Agricultura de EE. UU., quien se asegura de que la granja sea siguiendo todas las regulaciones orgánicas. Para vender un producto que dice ser orgánico, debe estar certificado. Si hay ingredientes específicos en un producto que están certificados como orgánicos, esto puede especificarse en el empaque. Una excepción al etiquetado de productos orgánicos es el hecho de que los productos provenientes de granjas que ganan $ 5,000 o menos no tienen que estar certificados.

## Mercados

### Producción

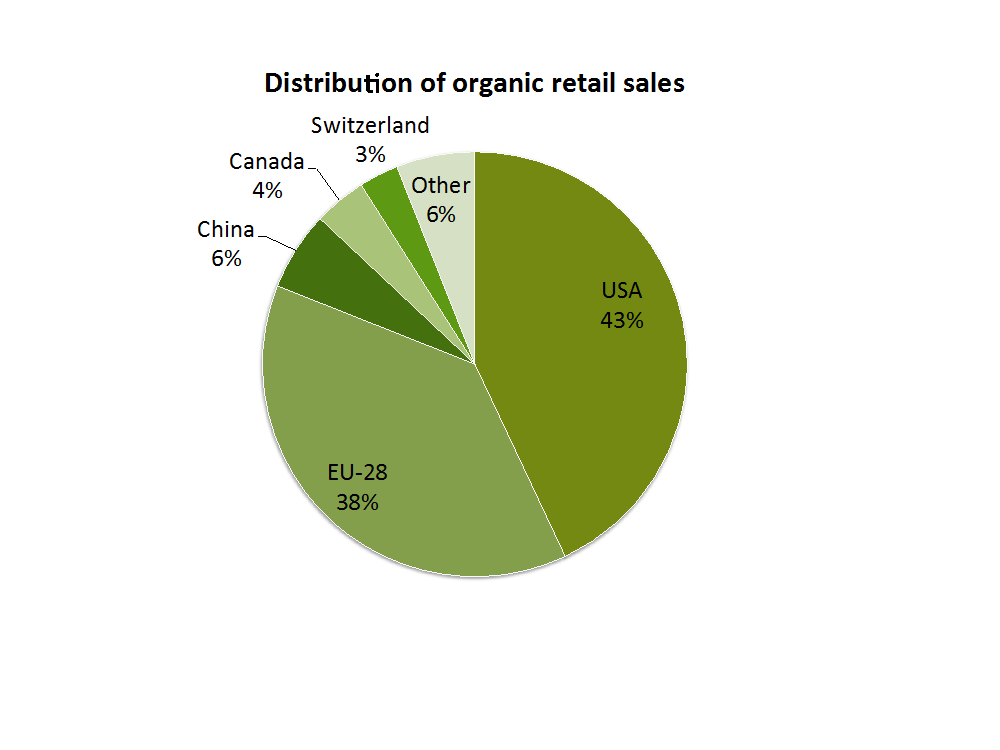
Figura 1. Distribución global de las ventas minoristas orgánicas por mercado único, 2014. (Fuente: encuesta FIBL-AMI, 2016).

En 2016 el mercado orgánico estaba encabezado por Estados Unidos, que posee el 43% de las ventas minoristas mundiales, seguido de la UE (38%), China (6%), Canadá (4%) y Suiza (3%).

### Consumo
En la UE, el consumo de alimentos orgánicos casi se duplicó en la última década; los consumidores en 2005 solían gastar, en promedio, 22,4 € per cápita en alimentos orgánicos, mientras que en 2014 el número se incrementó hasta 47,4 €. Siendo las naciones que más consumen Suiza, Luxemburgo, Dinamarca y Suecia.
En los EE. UU., el consumo de alimentos orgánicos también está aumentando. Para el 2014, el consumo fue de alrededor de $ 35 mil millones por año. Los productos agrícolas son la categoría más vendida cuando se trata de alimentos orgánicos, pero otras categorías como lácteos, bocadillos y bebidas también están en aumento.

### Distribución
Mientras que al principio los productos orgánicos se vendían principalmente por minoristas especializados, a fines de la década de 1990 las ventas comenzaron a cruzar a los minoristas convencionales. Actualmente, los minoristas generales son los principales canales de distribución, seguidos por los minoristas orgánicos y las ventas directas, incluso si estos canales difieren en importancia de un país a otro. 93% de los alimentos orgánicos se venden en supermercados regulares o especializados en los EE. UU. y el 7% restante proviene de medios de compra alternativos, como los mercados de agricultores.

### Minoristas y enfoques de marketing
Los minoristas y los agentes de marketing han tenido que adaptarse al flujo cada vez mayor y consciente de la demanda de alimentos orgánicos. Los productos orgánicos se perciben como productos prémium, lo que requiere que el mercado los maneje de tal manera que cree, conserve y posiblemente mejore esta percepción. 
Como consecuencia de que el consumo de productos orgánicos está incrustado en un sistema más amplio de creencias, los compradores están muy involucrados en la compra de este tipo de productos y la actividad en sí involucra procesos mentales y emocionales. Por lo tanto, se dice que el enfoque de marketing hacia este tipo de consumo es más cognitivo que conductual, ya que su objetivo es principalmente comprender cómo los consumidores relacionan los rasgos de un producto con un estilo de vida saludable y socialmente consciente. Por lo general, los consumidores relacionan el sabor, la textura y el olor de los alimentos con tipos de logros hedonistas y la forma orgánica de producción está relacionada con un estilo de vida saludable y, por lo tanto, con la salubridad, el bienestar físico y, finalmente, la felicidad y una armonía interior general.
Desde el punto de vista del minorista, los alimentos orgánicos, junto con un conjunto de otros productos alimenticios como complementos alimenticios, barras para adelgazar y productos libres, conforman una categoría de bienes que atraen a muchos consumidores de nicho de mercado y generan altos márgenes de ingresos. Los supermercados tradicionales están promocionando cada vez más los productos alimenticios orgánicos mediante una mayor variedad, diferenciación de precios y marcas privadas, y las tiendas especializadas en alimentos orgánicos, como Whole Foods y Trader Joe's, son cada vez más populares.
Las marcas privadas orgánicas juegan un papel particularmente importante en la construcción de la imagen del minorista, ya que ayudan a construir la imagen del minorista y los vínculos con el consumidor. Como signo de responsabilidad social corporativa, las etiquetas influyen en la confianza del consumidor en la empresa y sus productos. En el caso de los productos orgánicos, la confianza juega un papel crucial ya que, incluso si los consumidores quieren actuar de manera consciente, racional e independiente, puede ser difícil saber si lo que ven los compradores es lo que obtienen. Por lo general, los consumidores no pueden verificar directamente si los productos orgánicos que compran realmente siguen las leyes de la agricultura orgánica. Si un consumidor sufre asimetrías de información, esto puede hacer que se sienta vulnerable. Por esta razón, es importante que los consumidores confíen en el USDA junto con los minoristas y los gurús del marketing, quienes se presentan como garantes de que los productos realmente se han producido de acuerdo con las prácticas de la agricultura orgánica.

### Restaurantes orgánicos
Los restaurantes orgánicos suelen abastecerse directamente de productos locales, ofreciendo a los clientes platos cocinados con ingredientes frescos y locales. Recientemente se han instituido certificaciones para restaurantes orgánicos. Por ejemplo, en Italia, ICEA, el Instituto de Certificación Ética y Ambiental ha establecido un sistema de certificación que permite un mayor control y estandariza los requisitos para obtener el reconocimiento orgánico. Además de las certificaciones para alimentos orgánicos, también se ha instituido la estandarización para menús sin gluten, vegetarianos y veganos. 
Otro ejemplo es la Green Restaurant Association, una organización sin fines de lucro estadounidense que amplía los requisitos previos para la certificación "verde" a cuestiones ambientales más generales. La asociación toma en consideración la eficiencia del agua, la reducción y el reciclaje de desechos, el uso de energía y la reducción de la contaminación. Su sistema se basa en 80 "puntos verdes", que se otorgan si el restaurante se adhiere a ciertos procedimientos amigables con el medio ambiente. En la mayoría de las ciudades de EE. UU., un restaurante se considera certificado por GRA si obtiene una puntuación de 62 o superior.

## Contenido multimedia
Incluso si existen numerosos factores que influyen en el comportamiento de los compradores, los medios de comunicación juegan un papel importante en la toma de decisiones. Más del 90% de los consumidores reciben información sobre alimentos y biotecnología a través de la prensa popular y la televisión. Para algunas personas, ver algo como un documental puede ser tan desagradable que cambian instantáneamente su comportamiento. Algunos consumidores se sienten intimidados por las fuertes imágenes y la comunicación de los medios de comunicación lo que a veces los lleva a reaccionar rechazándolos por completo, pero a veces conduce a un cambio lento en las prácticas y hábitos. Si aumenta el nivel general de cobertura de los medios sobre los riesgos de la tecnología alimentaria, seguirá afectando a las personas que la vean. Erving Goffman  y otros han identificado la importancia de cómo se “enmarca” la información en los juicios de riesgo. Los marcos brindan significado y una forma de pensar sobre la vida, los eventos y el mundo en general. Dependiendo de marcos específicos, los juicios sobre los riesgos de los alimentos no orgánicos pueden ser tremendamente diferentes. Como marcos, las noticias ofrecen al público varias definiciones de la realidad social. A través de marcos, los medios pueden resaltar ciertos puntos de vista y pueden marginar otros.
La agricultura orgánica a menudo se presenta en los medios de comunicación como una alternativa a las prácticas agrícolas modernas supuestamente inseguras y dañinas para el medio ambiente. Esto significa que generalmente se define por lo que no es (insalubre, inseguro, etc.) en lugar de lo que es.

## Otras lecturas
- Bezawada, Ram; Pauwels, Koen (January 2013). «What is Special about Marketing Organic Products? How Organic Assortment, Price, and Promotions Drive Retailer Performance». Journal of Marketing 77 (1): 31-51. doi:10.1509/jm.10.0229.
- Pivato, Sergio; Misani, Nicola; Tencati, Antonio (27 de diciembre de 2007). «The impact of corporate social responsibility on consumer trust: the case of organic food». Business Ethics: A European Review 17 (1): 3-12. doi:10.1111/j.1467-8608.2008.00515.x.
- Sassatelli, Roberta (October 2015). «Consumer Culture, Sustainability and a New Vision of Consumer Sovereignty: Consumer culture, sustainability and sovereignty». Sociologia Ruralis 55 (4): 483-496. doi:10.1111/soru.12081.
- Zanoli, Raffaele; Naspetti, Simona (September 2002). «Consumer motivations in the purchase of organic food: A means‐end approach». British Food Journal 104 (8): 643-653. doi:10.1108/00070700210425930.
- Cahill, Stacey; Morley, Katija; Powell, Douglas A. (6 de julio de 2010). «Coverage of organic agriculture in North American newspapers: Media: linking food safety, the environment, human health and organic agriculture». British Food Journal 112 (7): 710-722. doi:10.1108/00070701011058244.
- Meyers, Courtney; Abrams, Katie (1 de julio de 2010). «Feeding the debate: a qualitative framing analysis of organic food news media coverage». Journal of Applied Communications 94 (3–4): 22-37. doi:10.4148/1051-0834.1190.
- Hughner, Renée Shaw; McDonagh, Pierre; Prothero, Andrea; Shultz, Clifford J.; Stanton, Julie (March 2007). «Who are organic food consumers? A compilation and review of why people purchase organic food». Journal of Consumer Behaviour 6 (2–3): 94-110. doi:10.1002/cb.210.
- Janssen, Meike; Hamm, Ulrich; Janssen, Meike; Hamm, Ulrich (2011). Certification Logos in the Market for Organic Food: What are Consumers Willing to Pay for Different Logos?. doi:10.22004/ag.econ.114454.
- Sassatelli, Roberta; Scott, Alan (January 2001). «Novel food, new markets and trust regimes: responses to the erosion of consumers' confidence in Austria, Italy and the UK». European Societies 3 (2): 213-244. doi:10.1080/146166901200543339.
- Winter, Michael (January 2003). «Embeddedness, the new food economy and defensive localism». Journal of Rural Studies 19 (1): 23-32. doi:10.1016/S0743-0167(02)00053-0.